# Allen McKenzie
Allen McKenzie (Columbus, 1º gennaio 1960) è un musicista statunitense, attuale bassista dei FireHouse.

## Biografia
McKenzie cresce nell'area rurale di Jackson, Ohio. Nel 1977 si trasferisce insieme alla famiglia a Akron, Ohio. Dopo il diploma, si arruola nell'Esercito degli Stati Uniti d'America e va in servizio per tre anni a Landau in der Pfalz, nell'allora Germania dell'Ovest. Lascia l'esercito nel 1984 per dedicarsi alla musica.

### Foxx
Dopo aver suonato in alcune cover band, McKenzie fonda un proprio gruppo chiamato "Foxx" nel tardo 1985. La band pubblica due album: Foxx (1989) e Stick it out (1991). I "Foxx" si sciolgono nel 1992, ma si riformano nel 2012 come progetto parallelo durante i periodi di pausa dei FireHouse.

### Quest
Nel 1993 McKenzie si unisce ai "Quest", una band progressive rock situata a Cleveland, Ohio. Per diverso tempo il bassista aveva sviluppato interesse verso il prog rock. L'ingresso nei "Quest" gli ha permesso di esplorare questa sua passione come cantante, tastierista e compositore. Nell'estate del 1994, il gruppo apre un concerto per gli Yes al Blossom Music Center di Cuyahoga Falls, Ohio. Verso la fine dell'anno pubblicano il loro primo album intitolato Opposite Sides of the Picket Fence. Questo tuttavia non ottiene il successo sperato e la band si scioglie nel 1995.

### Peacetree
McKenzie raggiunge successivamente i "Peacetree", una band hard rock, come bassista. Il gruppo si caratterizzava per i differenti background musicali dei vari membri coinvolti e ottiene decisamente maggior successo rispetto al precedente progetto di McKenzie. La band pubblica tre album: Insense (1996), Wonderful Day (1998) e Nice to Meet You (2000). Durante quegli anni, i "Peacetree" aprono concerti per artisti come Mötley Crüe, Styx, Cinderella e Neil Young. Il gruppo si scioglie nel 2002. Poco dopo McKenzie entra per un breve periodo di tempo nella band solista di Jani Lane, ex cantante dei Warrant.

### FireHouse
Il 23 ottobre 2003 McKenzie entra nei famosi FireHouse su raccomandazione di Billy Morris, chitarrista di Jani Lane. La band parte in tour per USA, Canada, Messico, Porto Rico, Giappone, India, Brasile, Spagna, Italia, Grecia e Regno Unito. Nel 2011 registra insieme ai FireHouse l'album Full Circle contenente nuove versioni di alcuni vecchi classici del gruppo.